# Čistá u Horek
Obec Čistá u Horek se nachází v okrese Semily, kraj Liberecký. Žije zde 599 obyvatel.

## Historie
První písemná zmínka o obci pochází z roku 1369. Šlo o původně zemědělský dvůr náležící klášteru v Klášterské Lhotě. Majitelé panství se pak poměrně často střídali. Za zmínku stojí jilemnická větev Valdštejnů, za jejichž panování byla vystavena tvrz. Ta ale záhy vyhořela a její polohu připomíná pouze dřevěný kříž nad centrem obce. Pak rod Kapounů a Kouniců ze Svojkova, po kterých jsou v kostele dochované náhrobní desky. Významným vlastníkem byl trutnovský měšťan a pláteník Ignác Falge. Nechal vystavět zděný kostel sv. Prokopa, opata, který nahradil dřevěný kostelík. Zasloužil se také o vybudování "špitálu" - domku pro chudé s příslušnou apanáží. Vlastníky panství byli i kníže Karel Rohan nebo JUDr. Eduard Auersperg. Roku 1897 byl v obci vystavěn letní zámeček s upraveným parkem. Dnes slouží jako pension. Sídlem správy panství byla jedna z budov pivovaru, kde byla i šatlava. Pivovar vařil výborné pivo "Čistovar" až do roku 1942, kdy byl protektorátními úřady uzavřen.
V obci byla dlouhá tradice pěstování a zpracování lnu a domácího tkalcování. Kvítek lnu tak tvoří část znaku obce. V roce 1913 zde byla vybudována mechanická tkalcovna. Ta fungovala do roku 1940, kdy nový majitel továrnu přestavěl na tírnu lnu. Lněné stonky se zde na vlákno a koudel rozmělňovaly až do roku 1991.
Od roku 1748 je v obci škola. V roce 1883 byla zbudována velká školní budova, na níž byla roku 1926 dokončena nástavba školy měšťanské.
V obci byly dva vodní mlýny, cihelna, pálilo se zde dřevěné uhlí, byl tu kovář, několik stáčíren piva, holič, krejčí, švec.... Vesnice však měla především zemědělský charakter s mnoha chalupníky a drobnými zemědělci.
Obec dělí potok Olešnice, ale především silnice. Ta byla budována jako silnice císařská a bylo u ní 17 hospod. Některé sloužily i jako zázemí pro formany se stájemi, stodolami a dostatkem vody.
V dubnu 1945 se obec stala omylem terčem náletu ruského letadla, které v mlze netrefilo železniční trať mezi sousedními obcemi a bomba zničila v lukách elektrické vedení do Čisté.

## Pamětihodnosti
- Kostel sv. Prokopa, opata
- Socha svatého Jana Nepomuckého
- Sousoší Korunování Panny Marie
- V kostele sv. Prokopa náhrobní desky Kapounů ze Svojkova
- V místní škole pamětní desky se jmény padlých a zahynulých v I.a II. světové válce
- Na budově školy pamětní deska legionáři Antonínu Vajsovi